# سيمي
سيمي (Σύμη) هي جزيرة في دوديكانيسيا في مقاطعة جنوب إيجة في اليونان وتقع قرب الساحل التركي.
يبلغ عدد سكانها حوالي 2402 نسمة.

## أعلام
- قسطنطين سيمونيدس